# Sergio Anselmi
Sergio Anselmi (Senigallia, 11 novembre 1924 – Senigallia, 7 novembre 2003) è stato uno storico italiano.

## Biografia
Sergio Anselmi è stato professore di storia economica nelle università di Ancona (vi ha diretto l'Istituto di Storia economica e Sociologia) e nell'università di Urbino, ed ha diretto il Centro Sammarinese di Studi Storici dell'Università degli Studi della Repubblica di San Marino.
La sua ricerca si è concentrata sulla regione adriatica spaziando dal medioevo sino ai nostri giorni ed in particolare sull'economia mezzadrile marchigiana.
La sua opera è di fondamentale importanza per capire le dinamiche storico ed economiche che hanno interessato la regione Marche nel corso dei secoli.
La sua passione per la storia e l'economia regionale ed adriatica non si esauriva nell'ambito accademico, come dimostrano le raccolte di storie e cronache di genere narrativo.
Nel 1978 ha fondato e poi coordinato la rivista storica "Proposte e ricerche. Economia e società nella storia dell'Italia centrale".
Anselmi è ricordato anche per esser stato uno dei principali promotori e fondatori del Museo della Storia della Mezzadria di Senigallia, che ha diretto fino alla morte. Il museo gli è stato intitolato nel 2004.

## Opere

### Saggi e ricerche storiche
- Economia e vita sociale in una regione italiana tra Sette e Ottocento, Argalia, 1971
- Le origini del socialismo nelle Marche attraverso la stampa socialista (1892-1902) con Polverari Michele, Sabbatucci Severini Patrizia, Il Lavoro Editoriale, 1982, ISBN 887663004X
- Marche, con Gianni Volpe, Giulio Einaudi Editore, 1987, ISBN 8842028193
- La provincia di Ancona. Storia di un territorio, a cura di, Laterza, 1987
- Giovan Francesco Guerrieri: dipinti e disegni. Un accostamento all'opera. Catalogo della mostra, con Emiliani Andrea e Sapori Giovanna, Nuova Alfa, 1988, ISBN 8877790482
- Die Marken, con Ada Antonietti, Scala Group, 1989, ISBN 8881174731
- Les Marches, con Ada Antonietti, Scala Group, 1989, ISBN 8881173735
- The Marches, con Ada Antonietti, Scala Group, 1989, ISBN 8881172739
- Marche, con Ada Antonietti, Scala Group, 1989, ISBN 8881170736
- Adriatico. Studi di storia: secoli XIV-XIX, Clua, 1991, ISBN 8885902413
- Ragusa (Dubrovnik) una repubblica adriatica (con Antonio Vittorio e Paola Pierucci), Cisalpino, 1994, ISBN 8820507536
- Contadini marchigiani del primo Ottocento, Sapere Nuovo, 1995
- Pirati e corsari in Adriatico, Silvana, 1999, ISBN 8882151263
- Chi ha letame non avrà mai fame: secoli XV-XX. Studi di storia dell'agricoltura, 1975-1999, Quaderni di “Proposte e ricerche”, 2000
- Agricoltura e mondo contadino, Il Mulino, 2001, ISBN 8815080929
- La provincia di Ancona. Storia di un territorio, a cura di, - ried. riveduta e corretta, I vol., SAGRAF, 2002,
- Conversazioni sulla storia, Affinità Elettive Edizioni, 2003, ISBN 8873260241

### Narrativa
- Storie di Adriatico, Il Mulino, 1996, ISBN 8815054936
- Ultime storie di Adriatico, Il Mulino, 1997, ISBN 8815060251
- Mercanti, corsari, disperati e streghe, Il Mulino, 2000, ISBN 8815078355
- Perfido Ottocento. Sedici piccole cronache, Il Mulino, 2002, ISBN 8815088539